# 直布羅陀灣

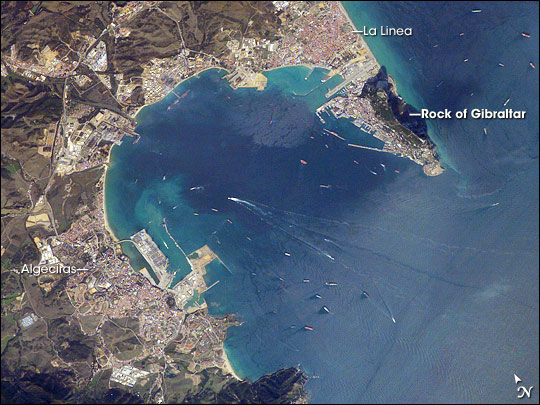

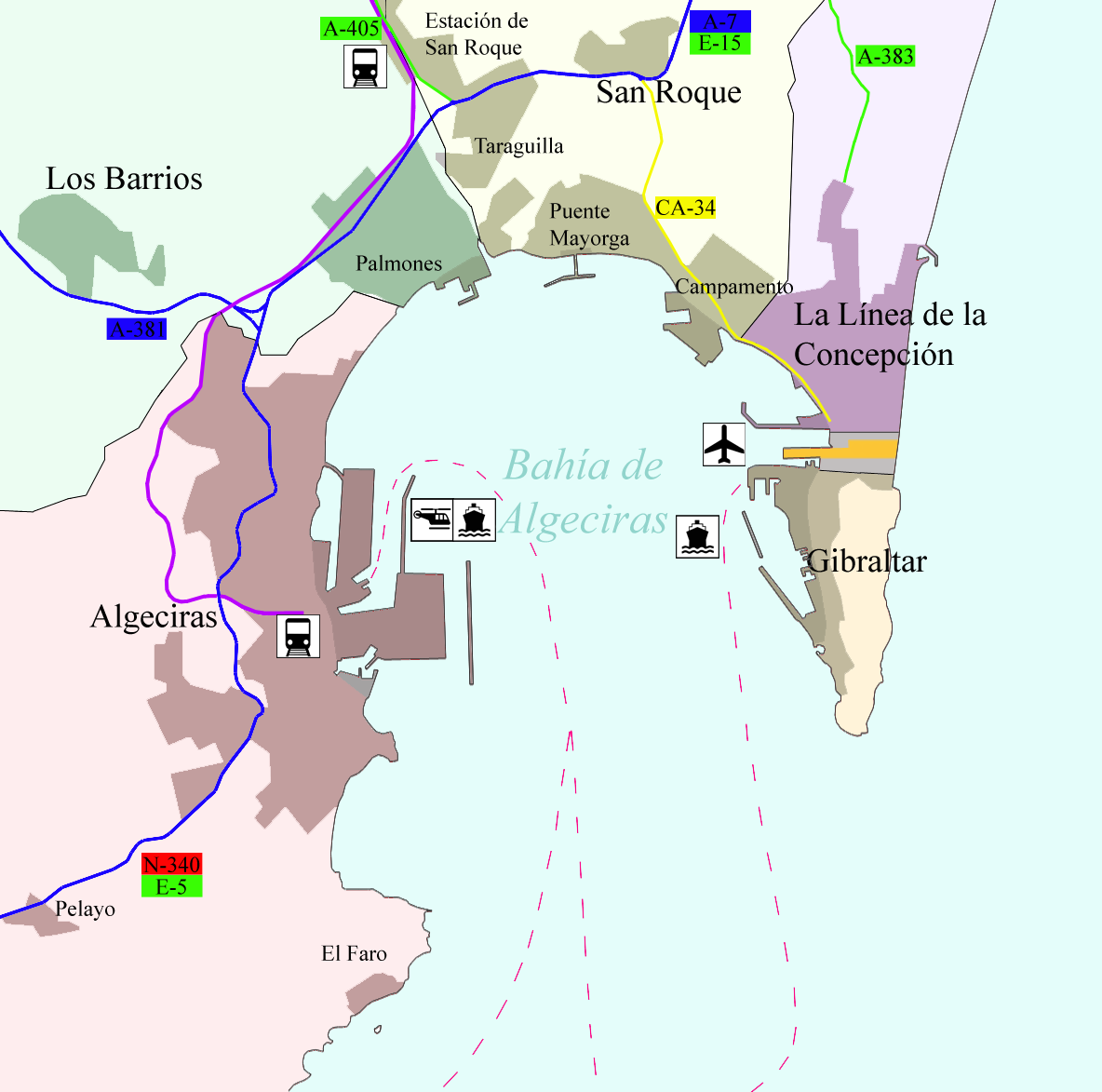
地形圖

36°7′51.91″N 5°23′45.63″W / 36.1310861°N 5.3960083°W
直布羅陀灣（西班牙語：Bahía de Algeciras）是西班牙的海灣，位於伊比利亞半島南端，長10公里、寬8公里，面積75平方公里，最大水深400米，南面是直布羅陀海峽和地中海。

## 歷史

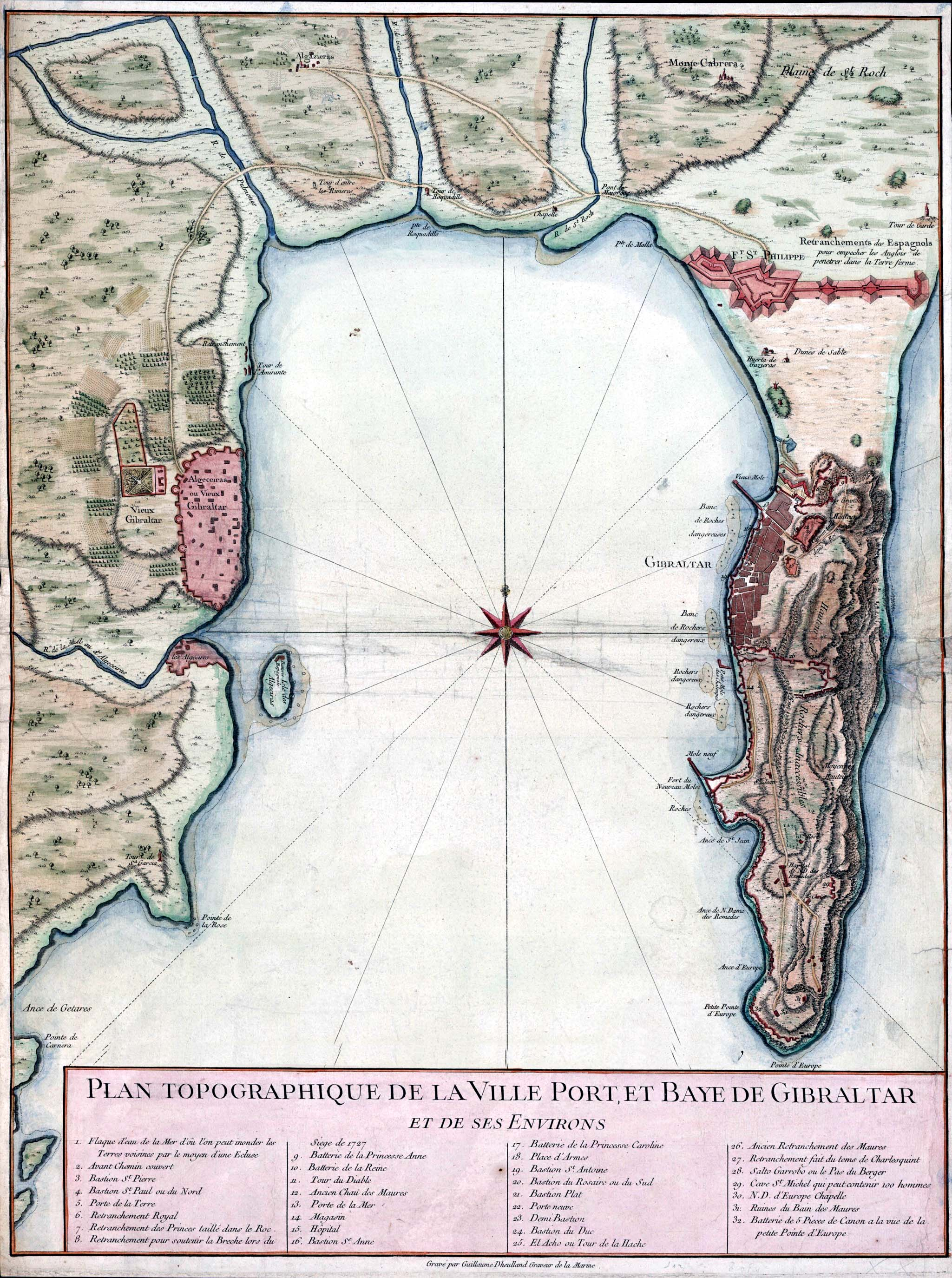
1750年的直布羅陀

直布羅陀灣及臨近的地區已被使用超過3000年了。 隨後，摩爾人及西班牙人也在中世紀於此處定居。在1704年，英軍佔領了直布羅陀。
現時西班牙正與英國爭執直布羅陀的管制權。有些西班牙漁民也在非法地在英國直布羅陀海域捕魚。